# Symphypleona

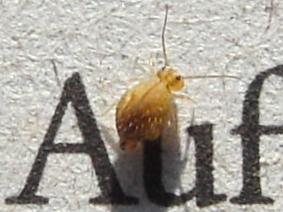
Sminthuridae

Symphypleona (лат.) — отряд членистоногих из подкласса коллемболы или ногохвостки (Collembola). Иногда рассматривается в ранге подотряда в составе понижаемого до ранга отряда Collembola.

## Описание
Отличаются от других коллембол формой тела. Например, Symphypleona имеют почти круглую или сферическую форму тела, а Poduromorpha — овальную. У Entomobryomorpha вытянутое тело с короткими ногами и длинными усиками.

## Классификация
Группа (подотряд или отряд в разных системах) Symphypleona считается наиболее чёткой и отграниченной среди всех коллембол. В отличие от группы Entomobryomorpha, которая ранее в качестве Entomobryoidea объединялась вместе с Poduromorpha (тогда как Poduroidea) в таксон под названием «Arthropleona», но современные данные показали, что он парафилетичен. И все три группы коллембол — (Entomobryomorpha, Poduromorpha, Symphypleona) — теперь рассматриваются как самостоятельные и равного таксономического уровня (подотряды или отряды в разных классификациях). Во времена, когда коллемболы считались отрядом насекомых, группа «Arthropleona» и Symphypleona трактовались в качестве подотрядов. Таксон Symphypleona был выделен немецким энтомологом Карлом Бёрнером (1880—1953).

### Neelipleona илиNeelidae
Ранее, семейство Neelidae рассматривалось апоморфными родственниками семейства Sminthuridae и поэтому оно включалось в состав Sminthuroidea многими авторами. С другой стороны, включение их в состав Entomobryomorpha, на основании генетического анализа 18S rRNA и 28S rRNA и последовательности участков ДНК, было связано с их древним происхождением, что позволило другим исследователям восстановить на этом основании группу Neelipleona как отдельный монотипический отряд для семейства Neelidae.

## Семейства
Надсемейство Sminthuridoidea
- Семейство Mackenziellidae Yosii, 1961
- Семейство Sminthurididae Börner, 1906

Надсемейство Katiannoidea
- Семейство Katiannidae
- Семейство Spinothecidae
- Семейство Arrhopalitidae
- Семейство Collophoridae

Надсемейство Sturmioidea
- Семейство Sturmiidae

Надсемейство Sminthuroidea
- Семейство Neelidae Folsom, 1896 (оспаривается) («Neelipleona»)
- Семейство Sminthuridae Lubbock, 1862
- Семейство Bourletiellidae Börner, 1912

Надсемейство Dicyrtomoidea
- Семейство Dicyrtomidae